# Евтушенко, Евгений Александрович
Евге́ний Алекса́ндрович Евтуше́нко (при рождении Гангнус; 18 июля 1932 (по паспорту — 1933), Зима; по другим данным — Нижнеудинск, Иркутская область; — 1 апреля 2017, Талса, Оклахома, США) — советский и российский поэт. Менее известен как прозаик, режиссёр, сценарист, публицист, чтец-оратор и актёр.

## Биография и очерк творчества
Родился в семье геолога, поэта-любителя Александра Рудольфовича Гангнуса (1910—1976) и Зинаиды Ермолаевны Евтушенко (1910—2002), геолога, актрисы, заслуженного работника культуры РСФСР. Внук педагога-математика Рудольфа Вильгельмовича Гангнуса (1883—1949).
В 1944 году, по возвращении из эвакуации со станции Зима в Москву, мать поэта поменяла фамилию сына на свою девичью (об этом — в поэме «Мама и нейтронная бомба», 1983) — при оформлении документов для смены фамилии была сознательно допущена ошибка в дате рождения: записали 1933 год, чтобы не получать пропуск, который положено было иметь в 12 лет.
Учился в московских школах № 254 и № 607, в школе у него были плохие отметки. Занимался в поэтической студии при районном Доме пионеров в Москве.
В 1948 году Евтушенко несправедливо заподозрили в поджоге школьных журналов с отметками в школе № 607, поэтому в 15 лет его исключили из школы. Так как после этого его никуда не принимали, отец послал мальчика с рекомендательным письмом в геолого-разведывательную экспедицию в Казахстан, где под его началом оказалось 15 расконвоированных уголовников. Затем он работал на Алтае.
Начал печататься в 1949 году, первое стихотворение опубликовано в газете «Советский спорт».
С 1952 по 1957 год учился в Литературном институте им. А. М. Горького. Исключён за «дисциплинарные взыскания», а также за поддержку романа Владимира Дудинцева «Не хлебом единым».
В 1952 году выходит первая книга стихов «Разведчики грядущего», впоследствии автор оценил её как юношескую и незрелую.
В 1952 году стал самым молодым членом Союза писателей СССР, минуя ступень кандидата в члены СП.

Меня приняли в Литературный институт без аттестата зрелости и почти одновременно в Союз писателей, в обоих случаях сочтя достаточным основанием мою книгу. Но я знал ей цену. И я хотел писать по-другому
— Евтушенко, «Преждевременная автобиография»
При этом он был оформлен секретарём комсомольской организации при Союзе писателей.
Время второй половины 1950-х — начала 1960-х годов — период поэтического бума, когда популярность пришла к таким поэтам как Б. Ахмадулина, А. Вознесенский, Б. Окуджава, Р. Рождественский и Е. Евтушенко. Они воодушевили многих любителей поэзии, их стихи считались свежими и независимыми по сравнению с произведениями поэтов предыдущей эпохи. Выступления этих авторов собирали полные концертные и спортивные залы, и поэзию периода «оттепели» вскоре стали называть эстрадной.
В последующие годы Евтушенко напечатал несколько сборников, которые приобрели большую популярность («Третий снег» (1955), «Шоссе энтузиастов» (1956), «Обещание» (1957), «Стихи разных лет» (1959), «Яблоко» (1960), «Нежность» (1962), «Взмах руки» (1962)).

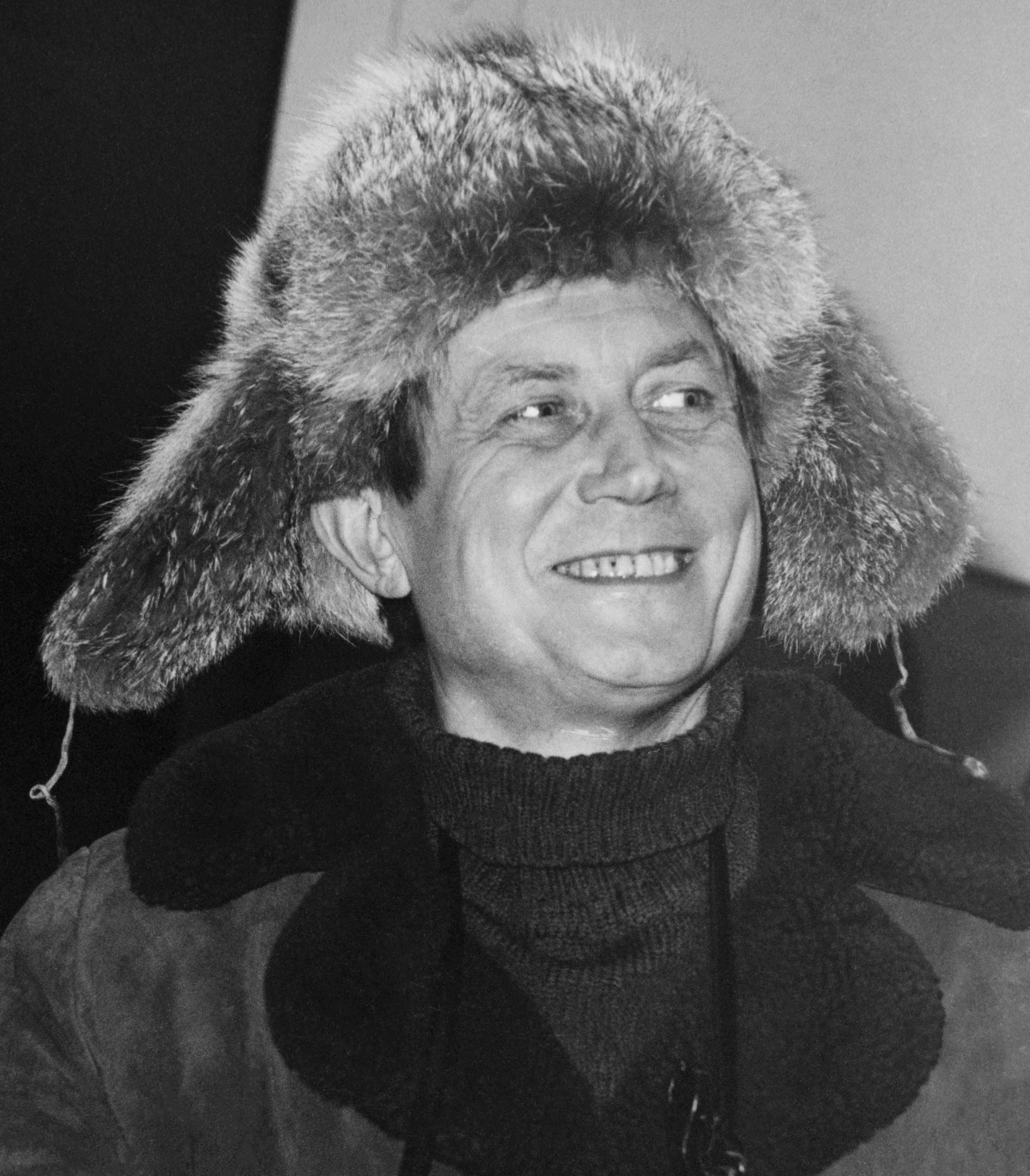
В 1978 году

Одним из символов оттепели стали вечера в Большой аудитории Политехнического музея, в которых вместе с Робертом Рождественским, Беллой Ахмадулиной, Булатом Окуджавой и другими поэтами волны 1960-х годов принимал участие Евтушенко.
Произведения его отличает широкая гамма настроений и жанровое разнообразие. Первые строки из пафосного вступления к поэме «Братская ГЭС» (1965): «Поэт в России больше, чем поэт» — манифест творчества самого Евтушенко и крылатая фраза, которая устойчиво вошла в обиход. Поэту не чужда тонкая и интимная лирика: стихотворение «Бывало спит у ног собака» (1955). В поэме «Северная надбавка» (1977) слагает оду пиву. Несколько поэм и циклов стихотворений посвящено зарубежной и антивоенной тематике: «Под кожей Статуи Свободы», «Коррида», «Итальянский цикл», «Голубь в Сантьяго», «Мама и нейтронная бомба».

Чрезмерному успеху Евтушенко способствовала простота и доступность его стихов, а также скандалы, часто поднимавшиеся критикой вокруг его имени. Рассчитывая на публицистический эффект, Евтушенко то избирал для своих стихов темы актуальной политики партии (напр., «Наследники Сталина» (Правда, 21 октября 1962 года) или «Братская ГЭС» (1965)), то адресовал их критически настроенной общественности (напр., «Бабий Яр» (1961) или «Баллада о браконьерстве» (1965)). <…> Его стихи большей частью повествовательны и богаты образными деталями. Многие страдают длиннотами, декламационны и поверхностны. Его поэтическое дарование редко проявляется в глубоких и содержательных высказываниях. Он пишет легко, любит игру слов и звуков, нередко, однако, доходящую у него до вычурности. Честолюбивое стремление Евтушенко стать, продолжая традицию В. Маяковского, трибуном послесталинского периода приводило к тому, что его талант — как это ярко проявляется, напр., в стихотворении «По ягоды» — казалось, ослабевает.
— В. Казак. Энциклопедический словарь русской литературы с 1917 года
Известность получили сценические выступления Евтушенко: он с успехом читает собственные произведения. Выпустил несколько дисков и аудиокниг в собственном исполнении: «Ягодные места», «Голубь в Сантьяго» и другие.

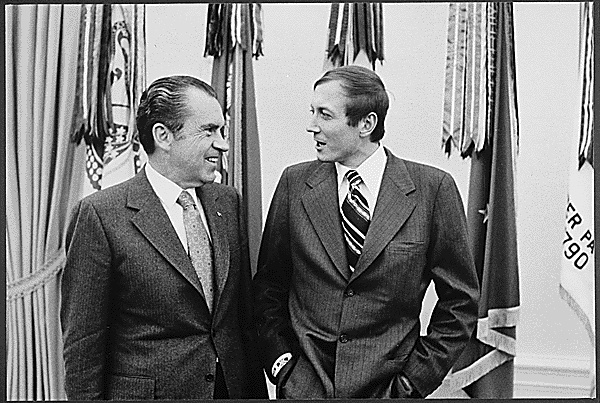
Ричард Никсон и Евгений Евтушенко

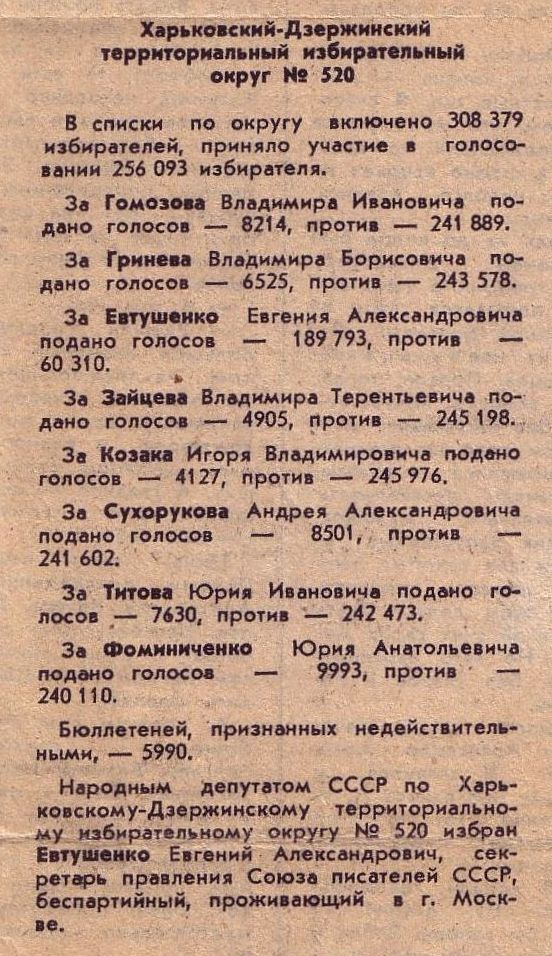
Результат выборов-1989 в Харькове, на которых с огромным отрывом (в 19 раз от ближайшего кандидата) победил Евтушенко

С 1986 по 1991 год был секретарём Правления Союза писателей СССР. С декабря 1991 года — секретарь правления Содружества писательских союзов. С 1989 года — сопредседатель писательской ассоциации «Апрель». С 1988 года — член общества «Мемориал».
14 мая 1989 года с огромным отрывом, набрав в 19 раз больше голосов, чем ближайший кандидат, был избран народным депутатом СССР от Дзержинского территориального избирательного округа города Харькова и был им до конца существования СССР.
В 1991 году, заключив контракт с американским университетом в городе Талса в Оклахоме, уехал с семьёй преподавать в США, где жил постоянно, иногда приезжая в Россию.
В 2007 году в спорткомплексе «Олимпийский» состоялась премьера рок-оперы «Идут белые сне́ги», созданной на стихи Евгения Евтушенко композитором Глебом Маем.

### Последние годы и смерть

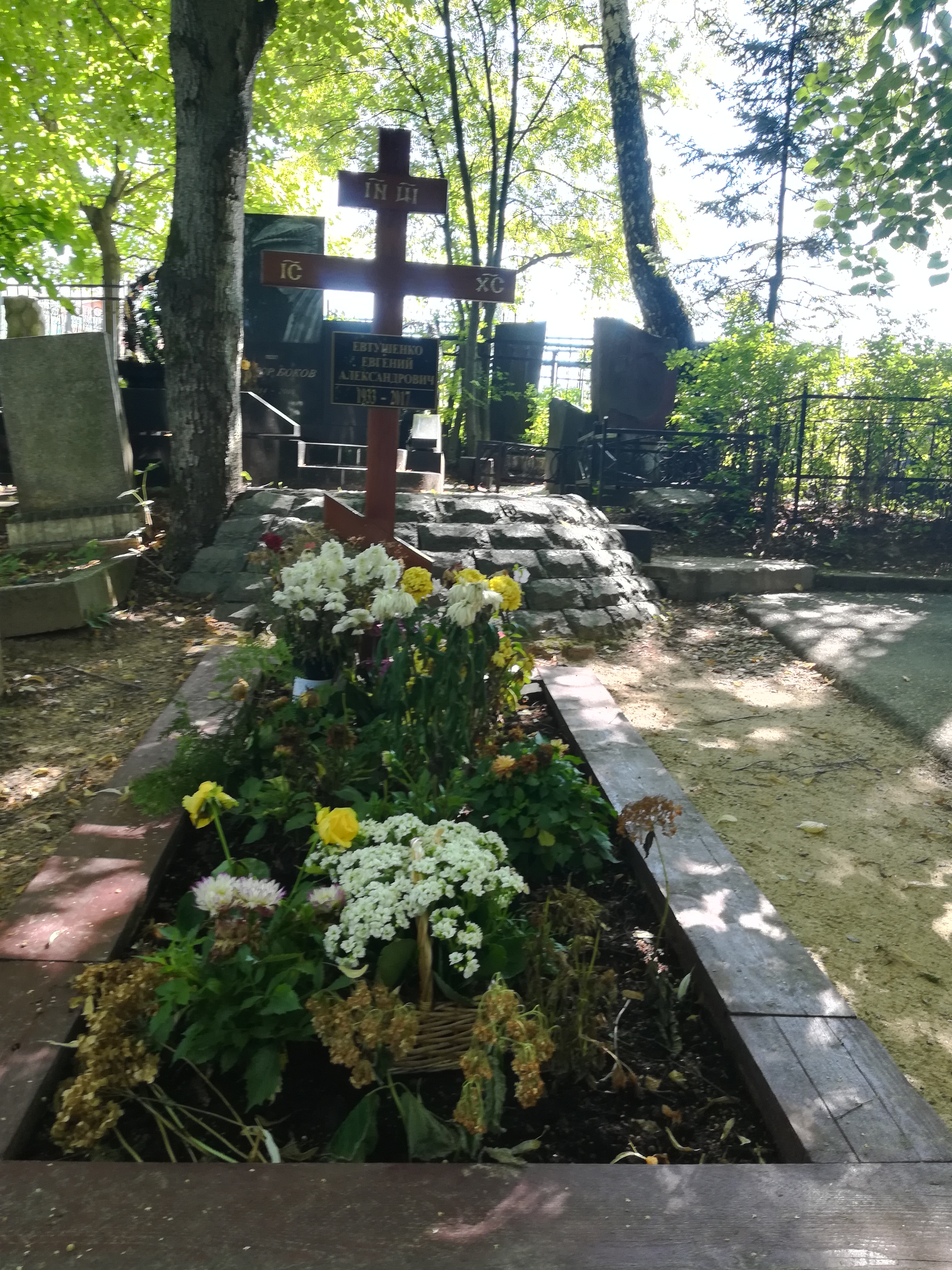
Могила Е. Евтушенко на Переделкинском кладбище, 2018 год

12 марта 2017 года Евтушенко был госпитализирован в тяжёлом состоянии в США. У него был рак в последней четвёртой стадии. Болезнь вернулась через шесть лет после операции по удалению почки. По свидетельству Михаила Моргулиса, Евтушенко до последнего оставался в сознании. Умер 1 апреля 2017 года во сне от остановки сердца в окружении родных в медицинском центре Хиллкрест в Талсе (штат Оклахома, США). Соболезнования выразили президент России Владимир Путин и мэр Москвы Сергей Собянин.
10 апреля в храме Святого благоверного князя Игоря Черниговского посёлка Переделкино прошло отпевание поэта; отпевание совершил протоиерей Владимир Вигилянский.
11 апреля в Центральном доме литераторов состоялось прощание с Евтушенко.
В тот же день он, согласно своей последней воле, был похоронен на Переделкинском кладбище рядом с другими поэтами — Борисом Пастернаком и Виктором Боковым.
В городе Зима Иркутской области 11 апреля 2017 года был объявлен траур.

## Гражданская позиция
И сквозь рыла, ряшки, хари

целовальников, менял,

словно блики среди хмари,

Стенька лица увидал.

Были в лицах даль и высь,

и в глазах угрюмо-вольных,

словно в тайных малых Волгах,

струги Стенькины неслись.

Стоит всё стерпеть бесслёзно,

быть на дыбе, колесе,

если рано или поздно

прорастают лица грозно

у безликих на лице.
В первый сборник стихов Евтушенко вошли стихотворения, прославляющие Сталина. Одна глава поэмы «Казанский университет» посвящена Владимиру Ленину и написана как раз к 100-летнему юбилею Ленина. По заверениям самого поэта, всё это (равно как и другие искренно-пропагандистские его стихотворения советского времени: «Партбилеты», «Коммунары не будут рабами» и т. п.) — следствие влияния пропаганды.
Ранним стихам Евтушенко свойственны оптимизм и вера в светлое коммунистическое будущее, характерное для поколения «шестидесятников». Так, в одном из своих произведений он писал:

Если мы коммунизм построить хотим,

трепачи на трибунах не требуются.

Коммунизм для меня — самый высший интим,

а о самом интимном не треплются.

В 1962 году в газете «Правда» было опубликовано ставшее широко известным стихотворение «Наследники Сталина», приуроченное к выносу из Мавзолея тела Сталина. Большой резонанс вызвали и другие его произведения: «Бабий яр» (1961), «Письмо Есенину» (1965), «Танки идут по Праге» (1968). Последнее стихотворение было написано 23 августа 1968 года, через два дня после ввода войск стран Варшавского договора в Чехословакию. Евтушенко вспоминал, что после этого его ожидали «бесконечная промывка мозгов», запрет выступлений, уничтожение матрицы готовившейся к печати книги. Опасаясь ареста, Евтушенко вместе с женой Галиной Сокол-Лукониной сожгли имевшуюся у них запрещённую литературу. Было прекращено производство художественного фильма режиссёра Эльдара Рязанова по пьесе Эдмона Ростана «Сирано де Бержерак» с Евтушенко в главной роли, Евтушенко на время был запрещён выезд за рубеж.
Под впечатлением от военного переворота 1973 года в Чили и гибели президента Сальвадора Альенде, с которым он лично встречался, Евтушенко написал поэму «Голубь в Сантьяго». После падения диктаторского режима Пиночета, в 2009 году президент Мишель Бачелет удостоила Евтушенко высшей награды Чили для иностранцев — ордена Бернардо О’Хиггинса, после чего он прочёл свою поэму многотысячной толпе с балкона президентского дворца Ла-Монеда в Сантьяго.
Евгений Евтушенко печатался в слывших оппозиционными в советское время журналах «Юность» (также входил в редколлегию этого журнала), «Новый мир», «Знамя». Известными стали его выступления в поддержку советских диссидентов Бродского, Солженицына, Даниэля. Несмотря на это, Иосиф Бродский недолюбливал Евтушенко (со слов Сергея Довлатова известна его ставшая крылатой фраза «Если Евтушенко против колхозов, то я — за») и резко раскритиковал избрание Евтушенко почётным членом Американской академии искусств и словесности в 1987 году. Однако, по воспоминаниям М. И. Веллера, это не мешало Бродскому просить у Евтушенко помощи в сложные жизненные моменты, причём Евтушенко никогда ему не отказывал.
В 1990 году стал сопредседателем Всесоюзной ассоциации писателей в поддержку перестройки «Апрель».
После реакции некоторых российских СМИ на теракты в Лондоне, в 2005 году Евтушенко написал стихотворение «Так им и надо!», в котором отметил, что радость чужим бедам — наследство сталинского и гулаговского облучения, но «станции лондонского метро — / родственницы Беслана», и так как «Родины разными могут быть, / но при войне и терроре / разве не может нас объединить / общая родина — горе?».
В феврале 2014 года Евтушенко обратился к народу Украины со словами поддержки и стихотворением «Государство, будь человеком!», написанным в ночь с 18 на 19 февраля, в разгар столкновений протестующих с милицией и внутренними войсками МВД во время Евромайдана. Отметив, что «невидимками на Майдане / вместе — Пушкин, Брюллов, мы стоим», Евтушенко выступил против политической вражды и в поддержку конвергенции, выразив надежду, что «всем Европой нам стать удастся».

## Критика
Литературный стиль и манера Евтушенко давали много поводов для критики. Его часто упрекали в пафосной риторике и скрытом самовосхвалении.
В октябре 1963 года с Евтушенко о его стихах в редакции «Нового мира» говорил А. Т. Твардовский, говорил жестко, упрекал за манерность, «литературность», за отсутствие художнической объективности, какого-то интереса вне себя. «Евтушенко был смят»
В интервью 1972 года, опубликованном в октябре 2013 года, поэт Иосиф Бродский крайне негативно отзывался о Евтушенко как о поэте и человеке:
Евтушенко? Вы знаете — это не так всё просто. Он, конечно, поэт очень плохой. И человек он ещё худший. Это такая огромная фабрика по воспроизводству самого себя. По репродукции самого себя. … У него есть стихи, которые, в общем, можно даже запоминать, любить, они могут нравиться. Мне не нравится просто вообще уровень всего этого дела.
Андрей Тарковский, прочитав «Казанский университет» Евтушенко, в своих дневниках писал:
Случайно прочёл… Какая бездарь! Оторопь берёт. Мещанский Авангард <…> Жалкий какой-то Женя. Кокетка <…> В квартире у него все стены завешаны скверными картинами. Буржуй. И очень хочет, чтобы его любили. И Хрущёв, и Брежнев, и девушки…»

## Личная жизнь
Евтушенко был официально женат четыре раза.
- Изабелла (Белла) Ахатовна Ахмадулина, поэтесса (в браке с 1955 по 1958 год);

- Галина Семёновна Сокол-Луконина (1928—2013), бывшая первая жена поэта Михаила Луконина (в браке с 1961 года),
  - приемный сын Пётр, художник (1967—2015; был взят из детдома и усыновлён)[53];
- Джен Батлер (Jan Butler), ирландка, его страстная поклонница,
  - сыновья:

- Александр (1979 г.р.) — режиссёр и продюсер на Радио BBC;
- Антон (1981 г. р.), болен тяжёлым заболеванием;

- Мария Владимировна Новикова (род. 1962)[13], в браке с 1987 года,
  - сыновья:

- Евгений (1989 г.р.)
- Дмитрий (1990 г.р.).

## Факты
- В 1963 году тридцатилетний Евтушенко был номинирован на Нобелевскую премию по литературе.
- Американский обозреватель Роберт Шелтон в номере газеты New York Times от 28 октября 1963 года сравнивает молодого Боба Дилана с Евтушенко: «…perhaps an American Yevtushenko (the Russian poet)».
- В 1967 году Евгений Евтушенко полулегально посетил Португалию, с которой при салазаровском режиме Советский Союз не поддерживал никаких отношений. Однодневный приезд организовала издательница Сну Абекассиш, имевшая по этой причине серьёзные проблемы с ПИДЕ. Под впечатлением увиденного Евтушенко написал стихотворение «Любовь по-португальски»[57].
- Некоторые источники приписывают П. А. Судоплатову высказывание о том, что Евтушенко сотрудничал с КГБ, выполняя роль «агента влияния»[58]. Однако в воспоминаниях самого Судоплатова это описано как рекомендация жены Судоплатова, в прошлом разведчицы, обратившимся к ней за консультацией офицерам КГБ относительно Евтушенко: «установить с ним дружеские конфиденциальные контакты, ни в коем случае не вербовать его в качестве осведомителя»[59]. Юрий Фельштинский также заявляет, что Евтушенко сотрудничал с КГБ, и его куратором в КГБ был генерал Питовранов[60]. Схожее утверждение делает подполковник КГБ Владимир Попов[61].
- Евтушенко открыл в подмосковном Переделкине музей-галерею, приурочив это событие к своему дню рождения 18 июля 2010 года. В музее представлена личная коллекция картин, подаренных Евтушенко известными художниками — Шагалом, Пикассо. Есть редчайшая картина Эрнста, одного из родоначальников сюрреализма. Музей работает в специально построенном рядом с дачей поэта здании[62].
- Супермикрокнига со стихотворением «Волга» имеет размер 0,5×0,45 мм и является одной из десяти самых маленьких книг в мире[63].
- «Карельский зять» — такое прозвище Евгений Евтушенко приобрёл, женившись на петрозаводской студентке медфака Маше. В настоящее время Мария Владимировна Евтушенко — уже дважды выпускница ПетрГУ (медицинский и филологический факультеты) и мать двоих сыновей знаменитого поэта[64][65].
- Евтушенко назвал любимой из написанных им поэм поэму «Голубь в Сантьяго», которая, по его собственному утверждению, спасла от самоубийства более трёхсот человек в разных странах[66][67].

### Поэмы
- «Станция Зима» (1953—1956)
- «Бабий яр» (1961)
- «Братская ГЭС» (1965)
- «Пушкинский перевал» (1965)
- «Коррида» (1967)
- «Под кожей статуи Свободы» (1968)
- «Казанский университет» (1970)
- «Откуда Вы?» (1971)
- «Снег в Токио» (1974)
- «Ивановские ситцы» (1976)
- «Северная надбавка» (1977)
- «Голубь в Сантьяго» (1974—1978)
- «Непрядва» (1980)
- «Мама и нейтронная бомба» (1982)
- «Дальняя родственница» (1984)
- «Фуку!» (1985)
- «Тринадцать» (1996)
- «В полный рост» (1969—2000)
- «Просека» (1975—2000)
- «Дора Франко» (2011)

### Стихи
- Алла
- Баллада о большой печати
- Баллада о ласточке (1976)
- Баллада о шефе жандармов и о стихотворении Лермонтова «На смерть поэта»
- Белые ночи в Архангельске (1964)
- Благодарность (1968)
- Боюсь не справиться с лицом (2004)
- В магазине (1956)
- В церкви Кошуэты (1958)
- Вагон (1952)
- Вальс на палубе (1957)
- Волга (1958)
- Где дорога домой?
- Гены
- Глубина (1952)
- Граждане, послушайте меня… (1963)
- Дай бог! (1990)
- Два велосипеда
- Два города (1964)
- Две любви
- Дворец (1952)
- Долгие крики (1963)
- Женщинам (1961)
- Жизнь и смерть
- Зависть (1955)
- Заклинание (1960)
- Злость (1955)
- Изумрудины (2004)
- Ира
- Казнь Стеньки Разина (1964)
- Карликовые берёзы (1966)
- Картинка детства (1963)
- Карьера (1957)
- Киоск звукозаписи (~1981)
- Кладбище китов (1967)
- Когда мужчине сорок лет (1972)
- Когда убили Лорку (1967)
- Колокольчик (1992)
- Кончики волос (1972)
- Лишнее чудо (1965)
- Лучшим из поколения (1957)
- Любимая, спи! (1964)
- Любовь по-португальски (1967)
- Мать (1969)
- Маша (1958)
- Моей собаке (1958)
- Мой пёс (1958)
- Молитва (1996)
- Молитва перед поэмой (1964)
- Монолог бывшего попа, ставшего боцманом на Лене (1967)
- Монолог голубого песца (1967)
- Монолог из драмы «Ван Гог» (1957)
- Море (1952)
- Мужчины женщинам не отдаются (2004)
- Муки совести (1966)
- На велосипеде (1955)
- На что уходит жизнь (1996)
- Настя Карпова (1960)
- Не возгордись (1970)
- Не исчезай (1977)
- Не надо (1978)
- Нежность (1955)
- Неразделённая любовь
- Нет лет (1992)
- О переводах (1959)
- О творчестве
- Ограда (1961)
- Одиночество (1959)
- Одной знакомой (1974)
- Ожидание (1951)
- Ольховая серёжка (1975)
- Памяти Ахматовой (1966)
- Памяти Есенина (1965)
- Парк (1955)
- Партизанские могилы (1957)
- Паруса (1969)
- Патриаршие пруды (1957)
- Певица (1951)
- Письмо в Париж (1965)
- По Печоре (1963)
- По ягоды (1955)
- Подранок (1963)
- Половинчатость (1989)
- Последний мамонт (1956)
- Последняя попытка
- Потеря (13 марта 1991)
- Поэт (1965)
- Пролог (1955)
- Процессия с Мадонной (1965)
- Псковские башни (1971)
- Ревю стариков (1967)
- Ритмы Рима (1965)
- Свадьбы (1955)
- Сказка о русской игрушке (1963)
- Смеялись люди за стеной (1963)
- Спутница (1954)
- Старый друг (1973)
- Стук в дверь (1959)
- Тайна трубадура (1977)
- Танки идут по Праге (1968)
- Тают отроческие тайны, как туманы на берегах (1960)
- Твоя душа (1956)
- Третий снег (1953)
- Три фигурки (1995)
- У римской забытой дороги (1967)
- Уходят матери (1960)
- Фронтовик (1955)
- Цветы лучше пуль (1970)
- Человека убили (1957)
- Чёрные бандерильи (1967)
- Шутливое (1963)
- Я хотел бы… (1972)
- Ярмарка в Симбирске (1964)
- Ясная, тихая сила любви (1973)

### Сборники стихов
- «Разведчики грядущего». — М.: Советский писатель, 1952
- «Третий снег». — М., 1955
- «Шоссе Энтузиастов». — М., 1956
- «Обещание». — М.: Советский писатель, 1957
- Лук и лира: Стихи о Грузии. Переводы грузинских поэтов. — Тбилиси: Изд. Союза писателей Грузии «Заря Востока», 1959. — 200 с.; 3000 экз.
- «Стихи разных лет». — М.: Молодая гвардия, 1959. — 20 000 экз.
- Яблоко: Новая книга стихов. — М.: Советский писатель, 1960. 100 с. — 20 000 экз.
  - Яблоко: Новая книга стихов. — М.: Советский писатель, 1960. 100 с. (Printed by FLEGON PRESS, London) [Репринтное издание]
- Взмах руки: Стихи. — М.: Молодая гвардия, 1962. — 352 с.; портр.; пер. — 100 000 экз.
- Нежность: Новые стихи. — Худож. В. В. Медведев. — М.: Советский писатель, 1962. — 192 с. — 100 000 экз.
- Братская ГЭС. — Chicago, 1965
- Братская ГЭС: Стихи и поэма. — Худож. В. К. Стацинский. — М.: Советский писатель, 1967. — 240 с.; 100 000 экз.
- Катер связи: Стихи. — М.: Молодая гвардия, 1966. — 264 с.; пер.; портр. на облож.; 100 000 экз.
- «Качка». — London, 1966
- Со мною вот что происходит…: Избранная лирика. — М.: Правда, 1966. — 32 с.; 104 400 экз. (Б-ка журнала «Огонёк». № 5)
- «Стихи и поэма „Братская ГЭС“». — М.: Советский писатель, 1967
- «Стихи». — М.: Художественная литература, 1967
- Идут белые снеги… — Предислов. Евг. Винокуров.; Худож. Д. Бисти. — М.: Художественная литература, 1969. — 432 с.; портр., пер.; 60 000 экз.
- Я сибирской породы: Стихи. / Предислов. Б. Слуцкий — Иркутск: Восточ.-Сибир. книж. изд., 1971. — 216 с. — 15 000 экз.
- Казанский университет: Поэма. — Казань: Татарское книж. изд., 1971. — 96 с.; 50 000 экз.
- Поющая дамба: Стихи и поэма. — М.: Советский писатель, 1972. — 176 с.; портр. на супер. облож.; 100 000 экз.
- Дорога номер один: Новая книга стихов. — Худож. Евг. Леонов. — М.: Современник, 1972. — 192 с.; 50 000 экз.
- Интимная лирика: Книга зарубежной публицистики. Стихи. — М.: Молодая гвардия, 1973. — 192 с. — 75 000 экз. [Книга посвящена предстоящему Фестивалю студентов и молодёжи в Берлине]
- Поэт в России — больше, чем поэт: Четыре поэмы. — М.: Советская Россия, 1973. — 336 с.; портр.; пер.; 100 000 экз.
- «Отцовский слух». — М.: Советский писатель, 1975, 1978
- «Спасибо». — М.: Правда, 1976
- «В полный рост». — М.: Современник, 1977
- «Просека». — М.: Детская литература, 1977
- «Утренний народ». — М.: Молодая гвардия, 1978
- «Присяга простору». — Иркутск, 1978
- Тяжелее земли: Стихи о Грузии. Поэты Грузии. — Вступит. стат. Г. Маргвелашвили. — Тбилиси: Мерани, 1979. — 479 с. — 75 000 экз.
- «Сварка взрывом». — М.: Московский рабочий, 1980
- «Компромисс Компромиссович». — М.: Правда, 1978; 48 с. — 75 000 экз.
- «Стихи». — М., 1981
- «Две пары лыж». — М.: Современник, 1982
- «„Мама и нейтронная бомба“ и другие поэмы». — М., 1983, 1986
- «Откуда родом я». — Л.: Детская литература, 1983
- «Почти напоследок». — М.: Молодая гвардия, 1985
- «Полтравиночки». — М.: Правда, 1986
- «Завтрашний ветер». — 1987
- «Стихи». — М., 1987
- Стихотворения. — М.: Современник, 1988. — 349 с.; портр. — 50 000 экз. ISBN 5-270-00713-4 (Биб-ка поэзии «Россия»)
- «Последняя попытка». — Петрозаводск, 1988
- «1989»
- «Граждане, послушайте меня». — М.: Художественная литература, 1989
- «Любимая, спи». — М.: СП «Вся Москва», 1989; 206 с. — 25 000 экз.
- «Зелёная калитка». — Тбилиси, 1990
- «Последняя попытка». — М.: Советская Россия, 1990
- «Белорусская кровинка»: Отрывок из поэмы, стихи. — Минск: Ажур, Маст. лит., 1990. — 60 с.; ил. — 55000 экз.
- «Стихи и поэмы». — М., 1990
- «Нет лет: любовная лирика». — СПб., 1993
- «Золотая загадка моя». — Иркутск, 1994
- «Моё самое-самое». — М.: Х. Г. С., 1995
- «Последние слёзы». — М.: Терра, 1995
- «Медленная любовь». — М.: Эксмо, 1997
- «Невыливашка». — 1997
- «Краденные яблоки». — 1999
- «Я прорвусь в XXI век…». — 2001
- «Между городом Да и городом Нет» — 2002, 2013, 2017
- «Окно выходит в белые деревья». — 2007
- «Гимн России»
- «Стихи XXI века». — М.: Эксмо, 2008, 352 с. — 3000 экз.
- «Моя футболиада» (1969—2009)
- «Можно всё ещё спасти». — 2011
- «Счастья и расплаты». — 2012
- «Не умею прощаться». — 2013

### Серия «Великие поэты»
- Это — женщина моя: Стихотворения. — М.: Комсомольская правда: НексМедиа, 2012. — 239 с.: ил. (Великие поэты; 34)

### Романы
- «Ягодные места». — М., 1982
- «Не умирай прежде смерти». — М.: Московский рабочий, 1993
- «Берингов тоннель»

### Повести
- «Пёрл-Харбор» («Мы стараемся сильнее») (1967)
- «Ардабиола» (1981)

### Сценарии
- Детский сад: Лит. сценарий. — М.: Искусство, 1989. (Б-ка кинодраматургии)

### Публицистика
- «Примечания к автобиографии» (около 1970) — рукопись, циркулировала в самиздате.
- «Талант есть чудо неслучайное». — М.: Советский писатель, 1980 (книга критических статей)
- «Война — это антикультура» (По ту сторону) — М.: Советская Россия, 1983
- «Завтрашний ветер». — М.: Правда, 1987. — 480 с.; ил.; 300 000 экз.
- «Политика — привилегия всех». Книга публицистики. — М.: АПН, 1990. — 624 с.; ил., 200 000 экз. — ISBN 5-7020-0048-X
- «Пропасть — в 2 прыжка?» — Харьков: Прапор, 1990

### Мемуары
- «Волчий паспорт». — М.: Вагриус, 1998. — 576 с., 15 000 экз. — ISBN 5-7027-0574-2 (серия «Мой XX век»)
- «Шести-десантник»: Мемуарная проза. — М.: АСТ; Зебра, 2006. — ISBN 978-5-17-049370-8; ISBN 978-5-17-047584-1; ISBN 978-5-94663-339-0; ISBN 978-5-94663-528-8
- «Я пришёл к тебе, Бабий Яр…». — М.: Текст, 2012—142 с.

### Собрания сочинений
- Избранные произведения в 2 томах. — М.: Художественная литература, 1975
- Избранные произведения в 2 томах. — М.: Художественная литература, 1980
- Собрание сочинений в 3 томах. — М.: Художественная литература, 1983—1984., 75 000 экз.
- Стихотворения и поэмы в 3 томах. — М.: Советская Россия, 1987, 55 000 экз.
- Первое собрание сочинений в 8 томах. — М.: Издательство АСТ, 2002, 3000 экз.

### Антологии
- «Строфы века» (1993 — на англ., США; 1995 — русское изд.) — антология русской поэзии XX века (составитель)

### На английском языке
- поэма «Станция Зима» на английском языке
- Избранные произведения на английском языке I
- Избранные произведения на английском языке II

## Сотрудничество с музыкантами

### Дискография
- 1973 — «Граждане, послушайте меня» (читает автор) (фирма «Мелодия»)
- 1977 — «Северная надбавка» (читает автор) (фирма «Мелодия»)
- 1980 — «Голубь в Сантьяго» и другие стихи (читает автор) (фирма «Мелодия»)
- 1983 — «Исповедь». Литературно-музыкальная композиция (читает автор). Музыка Глеба Мая (фирма «Мелодия»)

### Классическая музыка
- Симфония № 13 b-moll «Бабий Яр» Дмитрия Шостаковича, соч. 113 в пяти частях для баса, хора басов и оркестра. Стихи Е. Евтушенко. Премьера — 18 декабря 1962, Москва, Большой зал Консерватории. Исполняют: В. Громадский (бас), Государственный хор и хор Гнесинского института, оркестр Московской филармонии (дирижёр К. Кондрашин)
- Кантата «Казнь Степана Разина» Д. Шостаковича. Стихи Евтушенко (1965)
- Рок-опера «Идут белые снеги…» (2007)

### Песни
на музыку разных композиторов
- «А всё-таки что-то есть в нашем народе» (Ал. Карелин) — исполняет Нат. Москвина
- «А снег повалится» (Г. Пономаренко) — исп. Клавдия Шульженко
- «А снег повалится» (Д. Тухманов) — исп. Муслим Магомаев
- «Бабушки» (Ал. Карелин) — исп. М. Задорнов и Нат. Москвина
- «Баллада о дружбе» (Е. Крылатов)
- «Баллада о рыбацком посёлке Аю» (Ю. Саульский) — исп. А. Градский
- «Все силы даже прилагая» (А. Пугачёва) — исп. Алла Пугачёва
- «Вы полюбите меня» (Н. Мартынов) — исп. Виктор Кривонос
- «Глаза любви» («Всегда найдётся женская рука») (Брендон Стоун) — исп. Брендон Стоун
- «Глаза любви» («Всегда найдётся женская рука») (Микаэл Таривердиев) — исп. Галина Беседина
- «Дай Бог» (Раймонд Паулс) — исп. А. Малинин
- «Девушка, которую люблю» («Я ругаю всё напропалую») (Д. Неклюдов) — исп. Дмитрий Неклюдов
- «Дельфины» (Ю. Саульский) — исп. ВИА «Акварели»
- «Дитя — злодей» (группа «Диалог») — исп. Ким Брейтбург (гр. «Диалог»)
- «Зависть» (В. Махлянкин) — исп. Валентин Никулин
- «Заискивание» (И. Тальков) — исп. Игорь Тальков; (группа «Диалог») — исп. Ким Брейтбург (гр. «Диалог»)
- «Заклинание» (И. Лученок) — исп. Виктор Вуячич
- «Заклинание» (Э. Горовец) — исп. Эмиль Горовец
- «Зашумит ли клеверное поле» (Е. Крылатов) — исп. Эдуард Хиль, Людмила Гурченко
- «Как пустотелый колос» (В. Махлянкин) — исп. Валентин Никулин
- «Киоск звукозаписи» (группа «Диалог») — исп. Ким Брейтбург (гр. «Диалог»)
- «Когда звонят колокола» (В. Плешак) — исп. Эдуард Хиль
- «Когда взошло твоё лицо» (Брендон Стоун)
- «Когда мужчине сорок лет» (И. Николаев) — исп. Александр Кальянов
- «Когда придёт в Россию человек» (Ал. Карелин) — исп. Нат. Москвина
- «Когда человек человека предаёт» (Е. Крылатов) — исп. Геннадий Трофимов
- «Кое-что я в жизни этой понял» (Э. Горовец) — исп. Эмиль Горовец
- «Колокольчик» (Ал. Карелин) — исп. Нат. Москвина
- «Кошелёк» (Брендон Стоун)
- «Любовь — дитя планеты» (Д. Тухманов) — исп. ВИА «Весёлые ребята»
- «Людей неинтересных в мире нет» (В. Махлянкин) — исп. Вал. Никулин
- «Метаморфозы» (Ал. Карелин) — исп. М. Задорнов и Нат. Москвина
- «Мы — люди» (Т. Дикарёва) — исп. София Ротару
- «Наш непростой советский человек» (А. Бабаджанян) — исп. Георг Отс, Муслим Магомаев
- «Не надо бояться» (Е. Крылатов) — исп. Геннадий Трофимов
- «Не спеши» (А. Бабаджанян) — исп. Муслим Магомаев, Анна Герман
- «Нет лет» (Сергей Никитин)
- «Неужели смертен я» (С. Никитин, П. И. Чайковский)
- «Ничей» (Ю. Саульский) — исп. Заур Тутов, А. Градский
- «Песни русские» (Ал. Карелин) — исп. Нат. Москвина
- «Песня моя» (Е. Крылатов) — исп. Ген. Трофимов
- «Плач по брату» (С. Никитин)
- «Плач по коммунальной квартире» (Луиза Хмельницкая) — исп. Гелена Великанова, Иосиф Кобзон
- «Под скрипучей, плакучей ивой („Как любимую сделать счастливой“)» (Г. Мовсесян) — исп. Георгий Мовсесян, Иосиф Кобзон
- «Позвольте надеяться» (А. Бабаджанян) — исп. Владимир Попков
- «Поможем Богу, милый мой… (женская молитва)» (Раймонд Паулс) — исп. Ирина Аллегрова
- «Признание» (Ю. Саульский) — исп. София Ротару, Ксения Георгиади
- «Принцесса на горошине» (Ал. Карелин) — исп. Нат. Москвина
- «Простая песенка Булата» (Ал. Карелин) — исп. Нат. Москвина
- «Профессор» (группа «Диалог») — исп. Ким Брейтбург (гр. «Диалог»)
- «Ребёнок» (Ал. Карелин) — исп. М. Задорнов и Нат. Москвина
- «Родина» (Б. Терентьев) — исп. ВИА «Синяя птица»
- «Родник» (Ал. Карелин) — исп. Нат. Москвина
- «Романс» (Э. Горовец) — исп. Эмиль Горовец
- «Свежий запах лип» (И. Николаев) — исп. А. Кальянов
- «Спаси и сохрани» (Е. Крылатов) — исп. Валентина Толкунова
- «Старый друг» (И. Николаев) — исп. А. Кальянов
- «Твои следы» (Арно Бабаджанян) — исп. Люд. Зыкина, София Ротару
- «Тиль» (А. Петров) — исп. Эд. Хиль
- «Ты уходишь, как поезд» (М. Таривердиев) — исп. ВИА «Поющие гитары»
- «У моря» (Б. Емельянов) — исп. Вахтанг Кикабидзе
- «Уходит любимая» (В. Махлянкин) — исп. Вал. Никулин
- «Церковь должна быть намоленной» (Ал. Карелин) — исп. Нат. Москвина
- «Чёртово колесо» (Арно Бабаджанян) — исп. Муслим Магомаев
- «Что знает о любви любовь» (А. Эшпай) — исп. Людмила Гурченко
- «Я — гражданин Советского Союза» (Д. Тухманов) — исп. Муслим Магомаев
- «Я люблю тебя больше природы» (Р. Паулс) — исп. Ирина Дубцова
- «Я разлюбил тебя» (В. Махлянкин) — исп. Вал. Никулин
- «Я хочу довести» (Е. Крылатов) — исп. Геннадий Трофимов

на музыку Эдуарда Колмановского
- «Бежит река» — исп. Люд. Зыкина, Людмила Сенчина, Мария Пахоменко
- «Вальс о вальсе» — исп. Клавдия Шульженко, Майя Кристалинская, Георг Отс
- «Долгие проводы» — исп. Лев Лещенко
- «Идут белые снеги» — исп. Гелена Великанова, В. Трошин, Иосиф Кобзон
- «Любимая, спи» — исп. А. Градский
- «Рано или поздно» — исп. В. Трошин
- «Родина моя» — исп. Люд. Зыкина
- «Старинное танго» — исп. Вит. Марков, Иосиф Кобзон
- «Товарищ гитара» — исп. Клавдия Шульженко
- «Убийцы ходят по земле» — исп. Артур Эйзен, Марк Бернес, Ансамбль имени Александрова
- «Хотят ли русские войны» (посвящается Марку Бернесу) — исп. Юрий Гуляев, Марк Бернес, Вад. Русланов, Георг Отс, Артур Эйзен

## Кинематограф
В кинематографе Е. Евтушенко известен как актёр, режиссёр-постановщик, автор-сценарист, а также как автор стихов песен.

### Фильмография

#### Актёр
- 1965 — «Застава Ильича» (Евтушенко появляется в документальной вставке о вечере поэзии в Политехническом музее)
- 1967 — «Я любопытна — фильм в жёлтом» — выступает на вечере поэзии в Швеции
- 1975 — «Песня всегда с нами» — эпизод
- 1979 — «Взлёт» — К. Э. Циолковский
- 1983 — «Детский сад» — шахматист
- 1990 — «Похороны Сталина» — скульптор

#### Режиссёр
- 1983 — «Детский сад»
- 1990 — «Похороны Сталина»

#### Сценарист
- 1964 — «Я — Куба» (с Энрике Пинедой Барнетом)
- 1990 — «Похороны Сталина»

#### Песни
- 1961 — «Карьера Димы Горина». Песня «А снег идёт» (Андрей Эшпай) — исп. Майя Кристалинская. Также песню исполняли Жанна Агузарова, Анжелика Варум.
- 1968 — «Любить…», режиссёр Михаил Калик. Песня «Ты уходишь, как поезд» (Микаэл Таривердиев — исполняет Елена Фёдорова)
- 1975 — «Ирония судьбы, или С лёгким паром!», режиссёр Эльдар Рязанов. Песня на стихотворение «Со мною вот что происходит…» (Микаэл Таривердиев — исполняет С. Никитин)
- 1977 — «Служебный роман», режиссёр Эльдар Рязанов. Песня «Нас в набитых трамваях болтает…» (Андрей Петров — исполняет Андрей Мягков)
- 1977—1978 — песни из сериала «И это всё о нём» (по роману Виля Липатова). Музыка Е. Крылатова:
  - «Серёжка ольховая» — исп. Геннадий Трофимов, Эдуард Хиль, Иосиф Кобзон
  - «Не надо бояться» — исп. А. Кавалеров
  - «Шаги» — исп. Ген. Трофимов
- 1981 — «В небе „ночные ведьмы“». Песня «Когда вы песни на Земле поёте…» (Е. Крылатов) — исп. Елена Камбурова
- 1981 — «Два голоса», режиссёр Александр Белинский. Песня «Четвёртая Мещанская»

## Киновоплощения
- «Ракеты октября» / The Missiles of October (США, 1974). В роли Yefgani Yeftashanko — Джон Макмурти /John McMurtry
- «Эти глаза напротив» (2015). В роли — Константин Третьяков.
- «Таинственная страсть» (2016). В роли — Филипп Янковский.
- «Ника» (2022). В роли — Николай Денисов.

### Документалистика
- 1979 — Наш Пушкин, «Лентелефильм», реж. Владислав Виноградов.
- 1984 — Мои современники, «Лентелефильм», реж. Владислав Виноградов.
- 1990 — Пророки в своём отечестве, «Лентелефильм», реж. Олег Рябоконь, — хроника: Евтушенко читает стихи на похоронах А. Д. Сахарова.
- 2002 — Телефильм «Поэт Евгений Евтушенко» производство РТР, режиссёр Николай Макаров.
- 2013 — Фильм-интервью «Соломон Волков. Диалоги с Евгением Евтушенко» в трёх частях. «Первый канал», режиссёр Анна Нельсон.
- 2016 — Телефильм-интервью «Евгений Евтушенко. Доверенное лицо истории» (2 части по 26 минут), НВК «Саха» (Якутск), автор Владимир Сенюшкин.
- 2016 — Программа «Линия жизни. Евгений Евтушенко» (телеканал «Культура», реж. О. Тутушкина).
- 2019 — Документальный фильм из цикла «Больше, чем любовь». Автор: Андрей Судиловский. ООО «Студия „Фишка-фильм“» по заказу ГТРК «Культура». 2019 год.

## Выступления в Политехническом
Каждый год с 1994 в день своего рождения Е. Евтушенко читал всем свои стихи в Политехническом музее г. Москвы.
- 2009, 18 июля — 9 подъезд, 19:00, большая аудитория[69]
- 2010, 18 июля — 9 подъезд, 18:00, большая аудитория
- 2011, 18 июля (пн.) — 9 подъезд, 19:00, большая аудитория — «Можно всё ещё спасти»
- 2012, 27 декабря (чт.) — 9 подъезд, большая аудитория — презентация нового сборника стихов «Счастья и расплаты»

## Награды и признание
- 1967 — Орден «Знак Почёта» — за заслуги в развитии советской литературы и активное участие в коммунистическом воспитании трудящихся[70]
- 1983 — Орден Трудового Красного Знамени — за заслуги в развитии советской литературы и связи с пятидесятилетием со дня рождения[71]
- 1984 — Государственная премия СССР 1984 года в области литературы, искусства и архитектуры — за поэму «Мама и нейтронная бомба»[72]
- 1993 — Орден Дружбы народов — за большой вклад в развитие отечественной литературы[73], отказался от получения в знак протеста против войны в Чечне
- 1993 — Медаль «Защитнику свободной России» — за исполнение гражданского долга при защите демократии и конституционного строя 19 — 21 августа 1991 года[74]
- 2003 — Царскосельская художественная премия
- 2004 — Орден «За заслуги перед Отечеством» III степени — за большой вклад в развитие отечественной литературы[75]
- 2006 — Почётный гражданин города Петрозаводска[76]
- 2006 — Международная премия имени Христо Ботева[77] (Болгария)
- 2006 — Командор ордена «За заслуги перед культурой»[рум.] в категории A «Литература» (Румыния)[78]
- 2007 — Почётный доктор Петрозаводского государственного университета[79]
- 2009 — Командор ордена Бернардо О’Хиггинса (Чили)[80][81].
- 2010 — Почётный гражданин Республики Карелия — за выдающиеся творческие достижения и большой вклад в развитие отечественной и мировой литературы, а также за цикл лирических стихотворений, посвящённых Карелии, и активную культурно-просветительскую работу в ходе встреч с населением и проведении многочисленных поэтических вечеров в городах республики[82]
- 2010 — Государственная премия Российской Федерации в области литературы и искусства 2009 года — за выдающийся вклад в развитие отечественной культуры[83]
- Почётный член Российской академии художеств[84]
- 2011 — Почётный доктор Российского государственного социального университета[85].
- 2011 — награждён «Златой цепью Содружества» — высшей наградой РОО «Русскоязычное содружество творческих деятелей»
- 2011 — Международная премия «Балтийская звезда»[86]
- 2015 — Почётный гражданин Иркутской области — за особо выдающиеся заслуги, творческую деятельность, способствующую повышению авторитета Иркутской области в Российской Федерации и за рубежом[87]
- 2015 — почётный доктор Иркутского государственного университета[88]
- 2016 — Орден «Полярная звезда» — за выдающиеся заслуги в области литературы и искусства, вклад в укрепление социально-культурных связей и многолетнюю плодотворную деятельность[89]
- 2017 — Премия Правительства Российской Федерации 2017 года в области культуры (посмертно) — за собрание сочинений[90]

Также присуждены:
- 2015 — китайская международная премия «Чжункунь» (кит. упр. 中坤国际诗歌奖, пиньинь Zhōngkūn guójì shīgē jiǎng) за выдающийся вклад в мировую поэзию[91].
- 2013 — лауреат премии «Поэт»[92][93]
- В 2007 году, по инициативе Всемирного конгресса русскоязычных евреев (ВКРЕ), выдвигался на Нобелевскую премию по литературе 2008 года за поэму «Бабий яр»[94].
- 22 января 2005 в Турине Евтушенко была вручена итальянская литературная премия Гринцане Кавур (Premio Grinzane Cavour) — «за способность донести вечные темы средствами литературы, особенно до молодого поколения»[95].
- Является почётным членом Испанской и Американской академий, профессором в Питтсбургском университете, в университете Санто-Доминго.
- Премия Джованни Боккаччо (Италия).
- Почётный орден Российско-армянского (славянского) университета[96].
- В 1994 году именем поэта названа малая планета Солнечной системы, открытая 6 мая 1978 года в Крымской астрофизической обсерватории (4234 Евтушенко).

Евтушенко был номинирован на Нобелевскую премию по литературе (в 1963 году, а также, по данным СМИ, в 2010 году).

## Память
- Имя Евгения Евтушенко присвоено дворцу детского и юношеского творчества в г. Братске Иркутской области[99].
- Имя Евгения Евтушенко присвоено библиотеке № 20 Иркутска[100].
- Памятник в г. Зима[101].
- Памятная доска в городе Змеиногорске, установленная членами поэтического клуба «Серебряные звоны».
- 25 апреля 1994 года в честь Е. А. Евтушенко назван астероид 4234 Evtushenko, открытый в 1978 году советским астрономом Н. С. Черных[102].
- Имя Е. А. Евтушенко присвоено библиотеке № 4 г. Ульяновска.